# Эббот, Джон (натуралист)
Джон Эббот (англ. John Abbot; 31 мая 1751, Лондон — декабрь 1840, Баллок, Джорджия) — американский, английского происхождения, натуралист и художник, энтомолог, орнитолог и ботаник.

## Биография
Эмигрировал в Америку в 1773 году, обосновавшись в Виргинии. К 1776 году перебрался в штат Джорджия, где проведет больший остаток жизни. Умер около 1840 года в округе Буллок.
Создавал иллюстрации по орнитологии и по энтомологии. Является автором 40 научных работ в 63 публикациях на 3 языках.
Специализировался на семенных растениях. Занимался также орнитологией и энтомологией.

## Научные работы
- Совместно с Джеймсом Эдвардом Смитом (1759—1828), The Natural History of the Rarer Lepidopterous Insects of Georgia Collected from Observations by John Abbot (2 volumes, 104 plates). 1797[4][5].
- Original drawings for Jean Baptiste Alphonse Dechauffour de Boisduval’s (1799—1879) and John Eatton Le Conte’s (1825—1883) Histoire Générale et Iconographie des Lépidoptères et des Chenilles de l’Amérique septentrionale. 1833[6].
- Original drawings for Charles Athanasie Walckenaer’s Histoire naturelle des insectes aptères. 1837—1847